# كين واتكن
كين واتكن هو محامي كندي، ولد في 1954 في كينغستون في كندا.